# Trimmis
Trimmis (toponimo tedesco; in romancio Termin) è un comune svizzero di 3 322 abitanti del Canton Grigioni, nella regione Landquart.

## Storia
Da Trimmis, in epoca romana, passava la via Spluga, strada romana che metteva in comunicazione Milano con Lindau passando dal passo dello Spluga.
Il comune di Trimmis è stato istituito nel 1803; fino al 1851 incluse anche la frazione di Hintervalzeina, poi assegnata a Seewis im Prättigau, e fino al 1880 quella di Says, poi divenuta comune autonomo fino al 2008 quando è stata ri-accorpata a Trimmis.

## Monumenti e luoghi d'interesse
- Chiesa cattolica di San Carpoforo, attestata dal 958[1];
- Chiesa riformata (già chiesa cattolica di San Leonardo e poi di San Emerita), attestata dal 1614[1];
- Ruderi del castello di Ober-Ruchenberg[senza fonte];
- Ruderi del castello di Alt-Aspermont[1].

## Società

### Evoluzione demografica
L'evoluzione demografica è riportata nella seguente tabella (fino al 1850 con Hintervalzeina e Says):
Abitanti censiti

### Lingue e dialetti
Già borgo di lingua romancia, fu germanizzato a partire dal XIV secolo da immigrati walser e alemanni.

## Geografia antropica

### Frazioni
Le frazioni di Trimmis sono:
- Letsch
- Says[3]
  - Obersays
  - Untersays
  - Valtanna
- Talein

## Infrastrutture e trasporti

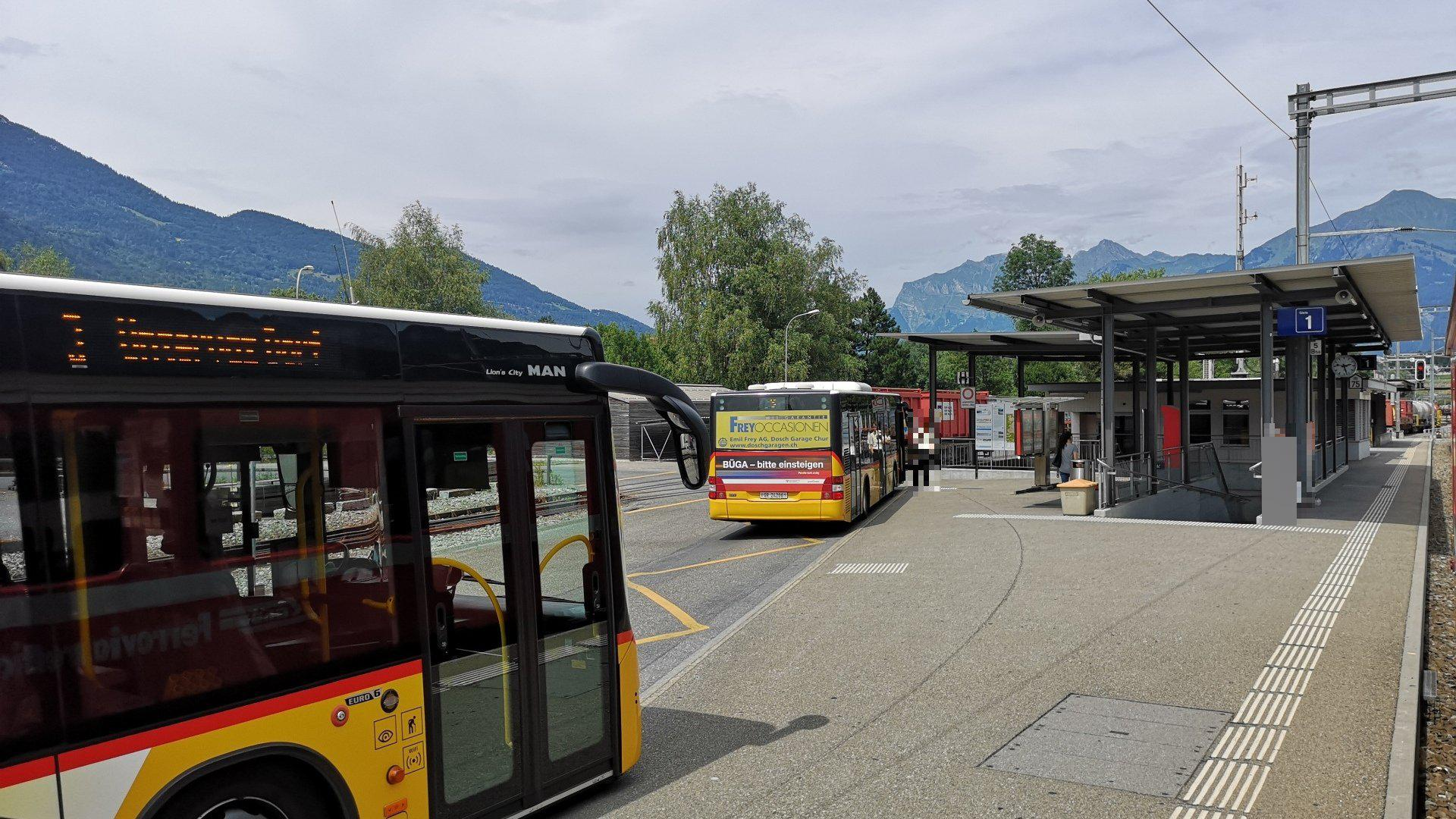
La stazione di Untervaz-Trimmis

È servito dalla stazione di Untervaz-Trimmis della Ferrovia Retica, sulla linea Landquart-Coira-Thusis.

## Amministrazione
Ogni famiglia originaria del luogo fa parte del comune patriziale e ha la responsabilità della manutenzione di ogni bene ricadente all'interno dei confini del comune.